# Systenus raptor
Systenus raptor är en tvåvingeart som beskrevs av Becker 1922. Systenus raptor ingår i släktet Systenus och familjen styltflugor.
Artens utbredningsområde är Paraguay. Inga underarter finns listade i Catalogue of Life.